# آلن ریوکین
آلن ریوکین (انگلیسی: Allen Rivkin؛ ‏ ۲۰ نوامبر ۱۹۰۳ – ۱۷ فوریهٔ ۱۹۹۰) فیلم‌نامه‌نویس اهل ایالات متحده آمریکا بود.
از فیلم‌هایی که وی در آن‌ها نقش داشته‌است، می‌توان به مدیسن اسکوئر گاردن، تنش و دختر کشاورز اشاره نمود.